# Lars van den Berg
Lars van den Berg (* 7. Juli 1998 in De Meern) ist ein ehemaliger niederländischer Radrennfahrer.

## Sportliche Laufbahn
2015 belegte Lars van den Berg Platz drei bei der nationalen Straßenmeisterschaft der Junioren. 2017 gewann er die Nachwuchswertung der Ronde de l’Oise, 2019 die der Flèche du Sud. 2021 erhielt er einen Vertrag bei WorldTeam Groupama-FDJ, vor allem, um Thibaut Pinot zu unterstützen. Er startete im Mai beim Giro d’Italia, seiner ersten Grand Tour, die er auf dem 64. Platz beendete.
Ein Sieg als Radprofi blieb van den Berg verwehrt. Auf der der vierten der Etappe der Route d’Occitanie 2023 verpasste er diesen nur knapp, als er sich im Zweiersprint Simon Carr geschlagen geben musste.
Bei der Faun-Ardèche Classic im Februar 2024 verlor van den Berg während es Rennens das Bewusstsein und stürzte. Im Anschluss wurde bei ihm eine Herzmuskelentzündung diagnostiziert. Bis Oktober durfte er keinen Sport treiben, danach kehrte er ins Training zurück. Weil seine Ärzte das Risiko für eine Rückkehr ins Peloton für zu groß hielten, gab er im März 2025 seinen Rücktritt vom Radsport bekannt.

## Familie
Sein Bruder Marijn van den Berg ist ebenfalls als Radrennfahrer aktiv.

## Erfolge
2017
- Nachwuchswertung Ronde de l’Oise

2019
- Nachwuchswertung Flèche du Sud

## Grand-Tour Platzierungen
| Grand Tour            | 2021 | 2022 | 2023 |
| --------------------- | ---- | ---- | ---- |
| Giro d’ItaliaGiro     | 64   | –    | DNF  |
| Tour de FranceTour    | –    | –    | 70   |
| Vuelta a EspañaVuelta | –    | –    | –    |